# Peștera cu Oase
Peștera cu Oase – jaskinia w zachodniej Rumunii, w południowo-zachodnich Karpatach; stanowisko archeologiczne, gdzie znaleziono najstarszą w Europie kość człowieka współczesnego, żuchwę datowaną na 35-40 tysięcy lat.
Masywna żuchwa zawiera cechy pośrednie pomiędzy człowiekiem współczesnym, wcześniejszymi gatunkami Homo i być może także niektórymi cechami neandertalczyka.